# Max Coninx
Max Coninx (* 11. November 1874 in Gerresheim; † 12. November 1949 in Rheydt) war ein deutscher Reichsgerichtsrat.

## Leben
Sein Vater war Notar. Coninx war katholisch. 1899 wurde er in Erlangen promoviert. Er legte die Referendarprüfung 1898 und 1902 die Assessorprüfung ab.  Im selben Jahr wurde er Gerichtsassessor. 1909 wurde er zum Amtsrichter in Rheydt ernannt und 1917 zum Amtsgerichtsrat befördert. Mai 1918 wurde er Landgerichtsrat in Mönchen-Gladbach. 1920 wurde er dort Landgerichtsdirektor. Am 1. April 1926 wurde er „gleichzeitig Amtsgerichtsrat“. 1928 kam er an das Reichsgericht. Seit 1933 war er förderndes Mitglied der SS. Er trat am 1. Juli 1937 in den Ruhestand. Von Mitte Oktober 1939 bis Ende März 1941 wurde er reaktiviert und war Beamter auf Widerruf.

## Werke
- „Ist die rechtswidrige Zueignung fremder Elektrizität nach unseren Strafgesetzen strafbar?“ Diss. Erlangen 1899, Düsseldorf 1900.